# Telefonkatalog

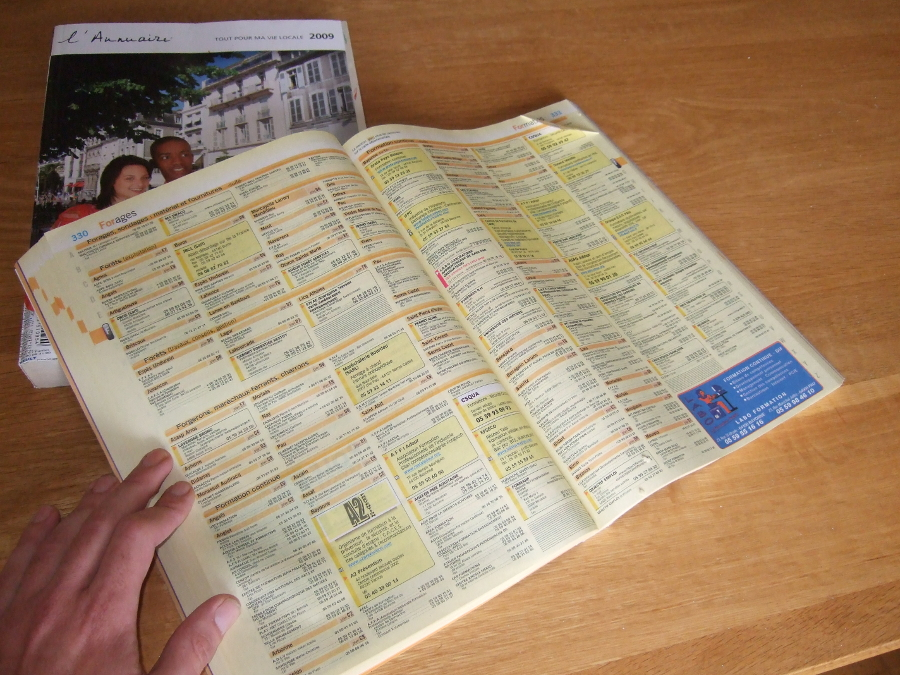
Fransk telefonkatalog.

Telefonkatalog är en förteckning över telefonnummer och andra kontaktuppgifter, utifrån ett specifikt geografiskt område, eller över abonnenter till tjänster som utgivaren erbjuder. Syftet med en telefonkatalog är att man ska kunna finna telefonnummer utifrån personnamn, företagsnamn eller adress. Telefonkataloger kan även innehålla samhällsinformation och annonser.

## Historia

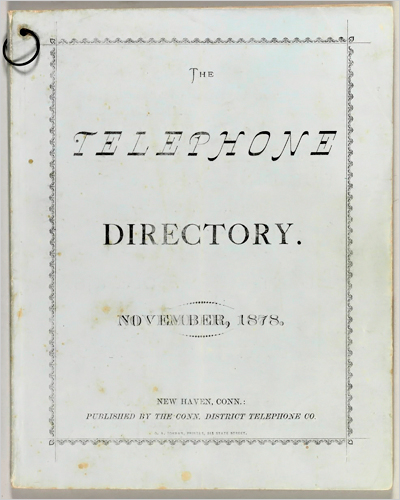
New Havens telefonkatalog från november 1878.

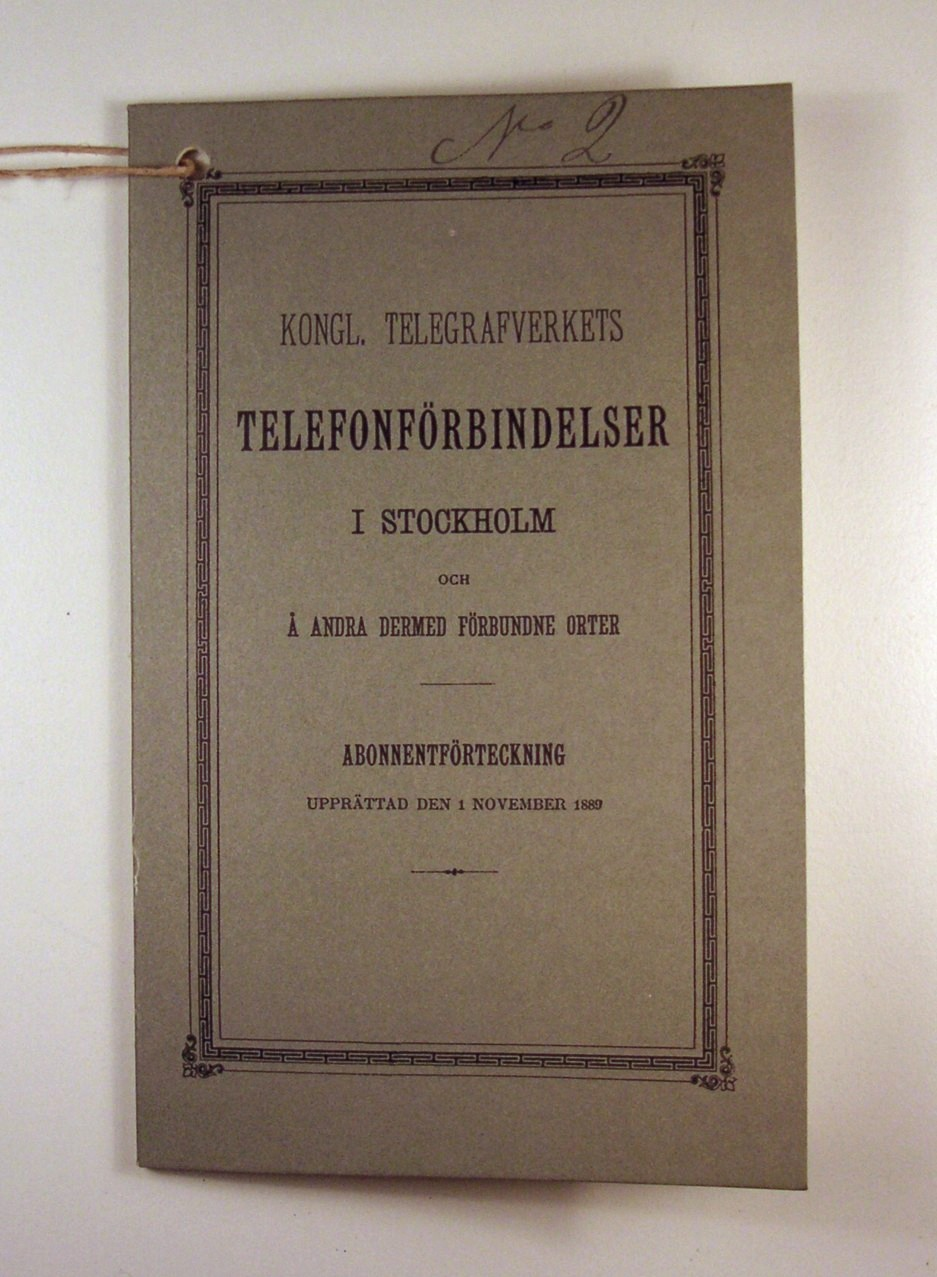
"Kongl. Telegrafverkets Telefonförbindelser", upprättad den 1 november 1889, hade 188 telefonnummer i Stockholm.

Den första tryckta telefonkatalogen, som bara bestod av en pappsida, publicerades 21 februari 1878 och listade 50 företagare i New Haven, Connecticut vilka hade telefon.
Den första brittiska telefonkatalogen gavs ut 15 januari 1880 av The Telephone Company och omfattade 248 namn och adresser av både privatpersoner och företag i London. Katalogen innehöll inte telefonnummer eftersom man fortfarande var tvungen att bli kopplad via namnanrop hos telefonist.

## Sverige
Den första svenska tryckta telefonkatalogen publicerades 1880 av Stockholms Telefonförening och omfattade deras 156 medlemmar. 1889 gav Kungliga Telegrafverket ut sin första telefonkatalog som omfattade 320 abonnenter. 1938 gavs katalogen ett nytt format som behölls fram till 1966.
Lokaldelen grundades på 1940-talet och fokuserade på lokala kontaktnät. Branschförteckningen Gula Sidorna infördes i Sverige 1978. Det fristående katalogföretaget Din Del köptes 1986 upp av Televerket. Samma år lanserades företagskatalogen Emfas. Åren 1987–1991 infördes färgade sidor för de olika delarna.
År 1993 avskaffas telefonimonopolet och därmed bolagiserades Televerket till Telia. 1996 lanserades telefonkatalogen på Internet och 1998 på CDROM med tre utgåvor per år. År 2000 avknoppades katalogverksamheten till bolaget Eniro som idag är den enda större aktören på den svenska telefonkatalogmarknaden, tillsammans med Lokaldelen. Från 2012 fasade Eniro ut persondelen av telefonkatalogen, med början i storstäderna. Kvar blev företagsdelen under namnet Gula Sidorna, men även denna avvecklades under tredje kvartalet 2014.